# 東京都健康プラザハイジア
東京都健康プラザハイジア（とうきょうとけんこうプラザハイジア）は、東京都新宿区歌舞伎町にある超高層ビル。東京都立大久保病院に隣接してある高層ビルとして知られる。株式会社ハイジアが運営。

## 概要
老朽化した都立大久保病院の跡地を都の土地信託事業として、資金の調達・建物の建設・建物の賃貸および保守管理を信託銀行（代表受託者三菱信託銀行）が行い、その成果を土地所有者に信託配当として交付する仕組みで整備された。
ハイジアは、都立大久保病院、業務施設、歌舞伎町周辺の地域冷暖房プラントおよび歌舞伎町交番を組み込んだ施設として建設され、1993年4月30日に竣工した（アクアスタジアムは6月15日）。総事業費は約434億円。
建物は病院棟と業務棟の2棟からなり、その間をアトリウム（地下1階～地上6階）と空中廊下（3階）で接合させた。業務棟は地下4階・3階の一部に地域冷暖房用のプラント、地下3階・2階に駐車場、地下1階から7階には各種ショップのほか、スポーツクラブやフィットネスクラブなどが入居し、上層階には各種オフィスが入居している。
名称の「ハイジア」とは、ギリシア神話に出てくる医学の神アスクレーピオスの娘で衛生を司る女神ヒュギエイア（ハイジア）に由来している。

## 主なテナント・スポット
- 東急スポーツオアシス新宿24Plus
- アプレシオ新宿ハイジア店
- ウェルネスエイジ
- 東京都公園協会
- 新宿ハイジアV-1

## アクセス方法
- 西武新宿線・西武新宿駅より徒歩2分
- 新宿駅より徒歩7から8分（東口）
- 都営大江戸線新宿西口駅より徒歩5分
- 駐車場:あり（有料）